# Chihayafuru: Shimo no Ku
Chihayafuru: Shimo no Ku (ちはやふる　下の句 (Chihayafuru: Hồi hạ cú)) là phim điện ảnh Nhật Bản 2016 dành cho giới trẻ do Koizumi Norihiro (小泉徳宏) đạo diễn và viết kịch bản. với dàn diễn viên gồm Suzu Hirose, Shūhei Nomura, Mackenyu, Mayu Matsuoka, Mone Kamishiraishi, Yūma Yamoto, Yūki Morinaga, Hiroya Shimizu, Miyuki Matsuda và Jun Kunimura. Đây là phần thứ hai trong hai live action phim chuyển thể từ loạt truyện manga Chihayafuru, do Yuki Suetsugu viết và minh họa. Phim được phát hành tại Nhật Bản bởi Toho vào ngày 29 tháng 4 năm 2016. Phần đầu mang tên Chihayafuru: Kami no Ku, công chiếu ở Nhật Bản vào ngày 19 tháng 3 năm 2016. Phần sau mang tên Chihayafuru: Musubi được phát hành tại Nhật Bản vào ngày 17 tháng 3 năm 2018.

## Cốt truyện
Tiếp nối phần 1, Chihaya cuối cùng cũng thành lập được CLB Karuta tại Mizusawa, thậm chí còn giành được chức vô địch giải đồng đội các trường trung học khu vực Tokyo bằng chiến thắng nghẹt thở trước đội Hokuo - một CLB Karuta vô cùng mạnh. Tuy nhiên sau khi biết tin người bạn đã đưa cô đến với môn này - một cao thủ Karuta - tuyên bố sẽ không chơi Karuta nữa, Chihaya đã cùng với Taichi quyết định đến thăm Arata.
Phần 2 vẫn tiếp tục xoay quanh câu chuyện của 3 nhân vật chính - Chihaya, Arata và Taichi - đang nỗ lực khám phá bản thân trong hành trình chinh phục các lá bài. Ngoài ra còn có sự xuất hiện của Nữ hoàng bất khả chiến bại, Wakamiya Shinobu, người không chỉ thách thức họ với kĩ năng tuyệt đỉnh của mình, mà còn về cách họ nhìn nhận trò chơi mà họ yêu thích nhất.

## Diễn viên
- Suzu Hirose trong vai Chihaya Ayase[4]
- Shūhei Nomura trong vai Taichi Mashima[4]
- Mackenyu trong vai Arata Wataya[4]
- Mayu Matsuoka trong vai Shinobu Wakamiya[4]
- Mone Kamishiraishi (上白石萌音?) trong vai Kanade Ōe[4]
- Yūma Yamoto (矢本悠馬?) trong vai Yūsei Nishida[4]
- Yūki Morinaga (森永悠希?) trong vai Tsutomu Komano[4]
- Hiroya Shimizu (清水尋也?) trong vai Akihito Sudō[4]
- Miyuki Matsuda trong vai Taeko Miyauchi[4]
- Jun Kunimura trong vai Harada[4]
- Ryōtarō Sakaguchi (坂口涼太郎?) trong vai Hiro Kinashi[4]
- Masane Tsukayama trong vai Hajime Wataya

## Sản xuất
Phim được quay tại đền Omi thuộc tỉnh Shiga. Nhạc chủ đề tên là "FLASH" thể hiện bởi nhóm nhạc Nhật Bản Perfume.

## Công chiếu
Phim được công chiếu vào ngày 29 tháng 4 năm 2016 tại Nhật Bản.
Phim cũng được công chiếu tại Liên hoan phim quốc tế Fantasia Canada vào ngày 24 tháng 7 năm 2016.

## Doanh thu
Bộ phim đầu tiên, Chihayafuru: Kami no Ku (Chihayafuru: Upper Phrase) ra mắt vào tháng 3 năm 2016 và thu về 1,63 tỉ yên, trong khi đó bộ phim thứ 2 Chihayafuru: Shimo no Ku (Chihayafuru: Lower Phrase) ra mắt vào 29 tháng 4 năm 2016 và thu về 1,22 tỉ Yên.

## Phần tiếp theo
Phần tiếp theo, mang tên Chihayafuru: Musubi, công chiếu ở Nhật Bản vào ngày 17 tháng 3 năm 2018.

## Giải thưởng
| Năm  | Giải thưởng                           | Hạng mục                        | Đề cử                   | Kết quả   |
| ---- | ------------------------------------- | ------------------------------- | ----------------------- | --------- |
| 2016 | Giải thưởng phim Hochi lần thứ 41     | Phim điện ảnh xuất sắc nhất     | Chihayafuru: Kami no Ku | Đề cử     |
| 2016 | Giải thưởng phim Hochi lần thứ 41     | Đạo diễn xuất sắc nhất          | Norihiro Koizumi        | Đề cử     |
| 2016 | Giải thưởng phim Hochi lần thứ 41     | Nữ diễn viên xuất sắc nhất      | Suzu Hirose             | Đề cử     |
| 2016 | Giải thưởng phim Hochi lần thứ 41     | Nam diễn viên phụ xuất sắc nhất | Mayu Matsuoka           | Đề cử     |
| 2016 | Giải thưởng phim Hochi lần thứ 41     | Diễn viên trẻ xuất sắc nhất     | Mayu Matsuoka           | Đề cử     |
| 2016 | Giải thưởng phim Hochi lần thứ 41     | Diễn viên trẻ xuất sắc nhất     | Mackenyu                | Đề cử     |
| 2017 | Giải Viện Hàn lâm Nhật Bản lần thứ 40 | Nữ diễn viên chính xuất sắc     | Suzu Hirose             | Đoạt giải |
| 2017 | Giải Viện Hàn lâm Nhật Bản lần thứ 40 | Diễn viên trẻ của năm           | Mackenyu                | Đoạt giải |

## Đường dẫn bên ngoài
- Website chính thức
- Chihayafuru: Shimo no Ku trên Internet Movie Database